# USTA Clay Court Classic 1994
Lo USTA Clay Court Classic 1994 è stato un torneo di tennis giocato sulla terra. È stata la 1ª edizione dello USTA Clay Court Classic, che fa parte della categoria ATP World Series nell'ambito dell'ATP Tour 1994. Si è giocato a Pinehurst negli Stati Uniti dal 2 all'8 maggio 1994.

## Campioni

### Singolare
Jared Palmer ha battuto in finale  Todd Martin con il punteggio di 6–4 7–6

### Doppio
Todd Woodbridge  /  Mark Woodforde hanno battuto in finale  Jared Palmer /  Richey Reneberg con il punteggio di 6–2, 3–6, 6–3